# Viktor Boriszovics Sklovszkij
Viktor Boriszovics Sklovszkij (cirill betűkkel: Виктор Борисович Шкловский), (Szentpétervár, 1893. január 24. – Moszkva, 1984. december 8.) orosz író, publicista, irodalomkritikus, forgatókönyvíró, az 1920-as évek orosz formalizmusának egyik vezéralakja. Míg a Szentpétervári Egyetemen tanult, alapító tagja volt az OPOJAZ-nak (OПOЯЗ, Társaság a Költői Nyelv Kutatásáért).
A formalizmus híveként úgy vélte, az irodalom lényege nem a tartalom mivolta, hanem a nyelvi forma, amelyet használ. 1925-ös O tyeorii prozi (A prózaelméletről), valamint 1928-as Metod piszatyelszkovo masztyersztva (Az írói mesterség metódusa) című munkáiban kifejtette, hogy az irodalom stilisztikai és formai elemek összessége, melyek segítségével az író-költő régi gondolatokat új, vagy akár meglepő formában tud közölni az olvasóval.
Sklovszkij regényeket is írt, 1917–22 között született az önéletrajzi ihletésű Szentyimentalnoje putyesesztvije (Érzelmes utazás) című műve és A Zoo. Mindkettő 1923-ban, berlini tartózkodása idején jelent meg. 1924-ben visszatért a Szovjetunióba, ahol a hatóságok feloszlatták az OPOJAZ-t és figyelmeztették Sklovszkijt, hogy ezentúl csak államilag elfogadott irodalmi szervezetekben vehet részt. Több történelmi regényt írt, Tolsztoj- , Majakovszkij-, Puskin- és Dosztojevszkij-kritikákat publikált.
Hosszú életet élt, 1984-ben hunyt el Moszkvában.

## Magyarul
- A széppróza. Vélemények és fejtegetések; ford. Lányi Sarolta; Gondolat, Bp., 1963
- Így éltünk...; ford. Justus Pál; Európa, Bp., 1964
- Érzelmes utazás / A Zoo; ford. Justus Pál, utószó Botka Ferenc; Európa, Bp., 1966
- Hol vannak az új kontinensek?; ford. Kulcsár Aurél; inː Élmények és gondolatok. Szovjet esszék; vál. E. Fehér Pál, Király Gyula, bev. E. Fehér Pál, jegyz. Király Gyula; Európa, Bp., 1967
- Lenin stílusa. Tanulmányok; Viktor Sklovszkij et al., ford. B. Fejér Gizella et al., bev. Csehi Gyula; Kriterion, Bukarest, 1971 (Téka)
- Öt tárca Ejzenstejnről; inː Ejzenstejn a művészet forradalmára; szerk. Zalán Vince, ford. Berkes Ildikó; Magyar Filmtudományi Intézet, Bp., 1973
- "A grammatika poétikája és a poétika grammatikája"; ford. Soproni András; inː Korszerűség és hagyomány. Mai szovjet esszék; vál. E. Fehér Pál, jegyz. Fehér János; Európa, Bp., 1973 (Modern könyvtár)
- Eizenstein; ford. Soproni András; Progressz–Gondolat, Moszkva–Bp., 1977
- Lenin, a "kánondöntő"; in: Lenin nemzedéke; vál., előszó E. Fehér Pál, ford. Bárány György et al.; Gondolat, Bp., 1977
- Tolsztoj; ford. Soproni András; Progressz–Gondolat, Moszkva–Bp., 1978
- Dosztojevszkij; in: Dosztojevszkij, legenda és valóság. Mai szovjet tanulmányok Dosztojevszkijről; vál., szöveggond., jegyz. Bakcsi György, ford. Bakcsi György et al.; Európa, Bp., 1978
- Filmközelben; ford. Csala Károly; Gondolat–Mokép, Bp., 1987
- A faktúráról és a kontrareliefekről / A III. Internacionálé emlékműve; inː Tatlin; szerk. Larisza Alekszejevna Zsadova, ford. Hima Gabriella, Benyó Marianna; Corvina, Bp., 1989